# Pomaderris walshii
Pomaderris walshii är en brakvedsväxtart som beskrevs av Millott och K.L.Mcdougall. Pomaderris walshii ingår i släktet Pomaderris och familjen brakvedsväxter. Inga underarter finns listade i Catalogue of Life.